# Marginal Prince —月桂樹的王子們—

《Marginal Prince》小說版「マージナルプリンス～繰り返される歴史～」封面（作者：森本繭斗）

《Marginal Prince —邊境王子-月桂樹的王子們—》（マージナルプリンス～月桂樹の王子達～）是日本手機平台的一款女性向戀愛模擬遊戲，2005年8月開始配信，目前於NTT DoCoMo的i-mode平台與au的EZWeb平台展開服務。嶄新的系統與豐富的故事性獲得玩家的廣大好評。本作獲選為第9屆日本新媒體動漫藝術節審查委員會特別推薦作品，在女性向遊戲界是首例。此外也改編成TV動畫，2006年10月開始放送。

## 概要
玩家經由遊戲中所設定的玩家弟弟，與遊戲內其他男性角色交流與溝通。隨著對話選擇的不同，增加攻略角色的好感度。在遊戲過程中也可以得到角色的手機用語音或圖片。除此之外，因為這是在手機平台上的遊戲，也會有遊戲內角色以電話語音方式撥打到玩家手機，讓玩家宛如實際接到攻略角色所打來的電話之特別服務，在日本手機遊戲界來說是一種十分嶄新的手法。

## 角色介紹
- ／Joshua Grant（配音員 置鮎龍太郎）

名門Grant一族的女兒與Loreto公國公子的兒子。父母在他年幼時雙亡，是在母方的伯父家長大。13歲時進入聖Alfonso學院，是學院的學生代表。個性誠實且溫和、負有正義感與責任感，深得大家的信賴。但是有時仍會給人無法輕易接近的感覺。對玩家的弟弟十分照顧。
- 18歲，7月28日出生，178cm，獅子座，AB型
- 興趣：騎馬、讀書
- 擅長科目：自然科學
- 喜歡的東西：咖啡

- 裕太／YUUTA（配音員 菅沼久義）

玩家的弟弟。因為想要到海外留學，所以經由兩親所認識的外國人富豪推薦、自己隻身前往異國的聖Alfonso學院留學。個性善開朗、很容易就與人打成一片。與Joshua等人一起住在學校宿舍。跟姐姐（＝玩家）感情非常好的弟弟。
- 16歲，12月15日出生，169cm，射手座
- 興趣：看足球比賽
- 討厭的東西：鬼怪、恐怖片

- ／Alfred Visconti（配音員 森田成一）

祖父是有名的導演，父親則是電視製作人。出生於藝能世家、傳承了優秀血統的人氣知名年輕演員，5歲的時候就以童星的身分出道。16歲時進入聖Alfonso學院。個性開朗愛玩，對待他人態度十分圓潤，是個自信家。但是對於演技方面是個要求絕對的完美主義者。
- 17歲，3月21日出生，185cm，雙魚座，O型
- 興趣：所有的運動、樂團演奏
- 擅長科目：戲劇論、體育
- 喜歡的東西：鮪魚三明治

- ／Henri-Hugues de Saint Germain（配音員 野島健兒）

被世人稱為煉金術師或探鑛師的傳說貴族、Saint Germain伯爵的直系後代子孫。母親在生下他後便過世，與父親的關係則十分疏遠。13歲時進入聖Alfonso學院。成績優秀，甚至擁有自行經營的事業。冷酷傲慢的優雅毒舌派，基本上對陌生人完全不信任。
- 17歲，6月6日出生，172cm，雙子座，AB型
- 興趣：小提琴、劍術、塔羅牌
- 擅長科目：法律、神秘學、科學、金融工學
- 喜歡的東西：紅茶

- ／Sylvain Clark（配音員 三宅淳一）

軍人名門出身，幼年時因為父親工作的關係過著不停搬家的生活，母親是畫家。在不斷轉學的過成程中接觸了多國文化與思想，讓他擁有了獨特的感性並精通多國語言。好奇心旺盛，對於新的事物都希望能夠體驗並親自吸收。17歲時進入聖Alfonso學院。一開始對學院的生活持有反抗，但因為自身的轉學體質很快就習慣了校園生活。
- 19歲，1月13日出生，188cm，魔羯座，O型
- 興趣：武術、語言學、西洋棋、文學
- 擅長科目：家政、體育
- 喜歡的東西：檸檬汽水

- 小林春也／Haruya Kobayashi（配音員 岡本寬志）

祖父是國寶級的日本舞名家之當家主，母親是藝妓。因為常去母親所工作的日本舞名家之處，所以從小就耳濡目染，對日本舞以及茶道十分熟悉。經歷過一番曲折的幼年時期。16歲時進入聖Alfonso學院。在學校與Alfred一起接受舞蹈以及演戲的課程。與人相處時個別十分隨和。
- 17歲，4月29日出生，175cm，金牛座，O型
- 興趣：茶道、日本舞
- 擅長科目：建築學、歷史學
- 喜歡的東西：鱷梨鮪魚丼

- ／Stanislav Sokurov（配音員 石川英郎）

於莫斯科出生，父親是醫生，母親是東歐立陶宛貴族血統家族出身，有一個妹妹。小時候就接受了良好的英才教育，17歲時被送到美國留學，19歲便於美國的研究所畢業。畢業後前往某國的軍事機關擔任研究人員。6年前進入了聖Alfonso學院擔任保健醫與輔導教師，個性沉穩且冷靜。
- 36歲，11月2日出生，180cm，天蠍座，AB型，俄羅斯出身
- 身份：保健醫生兼心理輔導師
- 興趣：特雷門演奏
- 喜歡的東西：中華料理

- 染谷俊／Shun Someya（配音員 染谷俊）註·染谷俊是實際存在的日本鋼琴家，但在遊戲內的人物設定為虛構

接受過良好英才教育的天才鋼琴家。過去曾是聖Alfonso學院的學生。不知為何常常行蹤成謎。有時活躍於搖滾樂團，有的時候則前往戰場為孩童演奏，以神出鬼沒鋼琴家的名號聞名。因為不知道到底什麼時候會辦下一場，所以每次演奏會都人氣大爆滿，演變成票券難以入手的情態。接受了聖Alfonso學院的邀請來創作學院的新校歌，成為期間限定的音樂教師。
- 36歲，2月22日出生，雙魚座
- 興趣：睡午覺
- 專長：音樂
- 喜歡的東西：鮑魚、鯡魚卵、赤貝

- （配音員 宮田幸季）

俄羅斯地下組織的三男。15歲時進入聖Alfonso學院。身體不好個性懦弱內向，十分愛哭。口頭禪是「對不起、都是因為我…」。有在接受教師Stanislav的心理輔導。
- （配音員 遊佐浩二）註·TV動畫版原創角色

與Joshua他們不同，是住在學校裡另一間宿舍“Alphard寮”的少年。在入學時曾經幫助過他。有著不可思議的存在感，擁有如謎一般過去的神秘人物。
- （配音員 藤原啟治）註·TV動畫版原創角色

Alfonso島上的計程車駕駛，Joshua入學之前就已經待在島上。對“DEAD PRINCE（デッド・プリンス）”（Alfred＆Sylvain＆春也的樂團）而言是宛如大哥哥一般的存在。

## TV動畫

### 主題歌
- 片頭曲

演唱：FLAME
- 片尾曲「LOOK UP DAYS」

演唱：黑田倫弘
- 插入曲「君へ、おやすみ」

演唱：ジョシュア・グラント／Joshua Grant（CV.置鮎龍太郎）

### 製作人員
- 原作：森本繭、
- 導演：稻垣隆行
- 角色原案：甲斐智久
- 角色設計、總作畫監督：佐佐木敏子
- 系列構成、編劇：早坂律子
- 美術監督：東厚治
- 色彩設計：阿部美雪
- 攝影監督：今泉秀樹
- 編集：柳圭
- 音樂：岩崎文紀
- 音響監督：飯田里樹
- 製作人：和泉凱、秦充洋、井上律子、難波秀行
- 動畫制作：GONZINO、東京Kids、studioT&B
- 製作：聖Alfonso學院理事會

### 各集名稱
- 01.翠綠的學院
- 02.佛曉的寶石
- 03.幻影的育成
- 04.陽光的Vorspiel
- 05.純白的Memoria
- 06.閃光的anniversaire
- 07.海風的TRIFLE
- 08.深遠的maze
- 09.暴風雨的陌生人
- 10.孤高的Tristitia
- 11.熱情的Trovare
- 12.祝祭的Empezar
- 13.絢爛的Applause

## 廣播節目
主持：置鮎龍太郎、菅沼久義
放送期間：2005年7月2日－2006年3月31日（全40回）
主持：置鮎龍太郎、菅沼久義
放送期間：2006年9月3日－2006年9月24日（全4回）

## 相關作品

### 音樂·廣播劇CD
- Marginal Prince Songs 1
- Marginal Prince Songs 2
- Marginal Prince Songs 2.1 -Stanislav Sokurov-
- Marginal Prince Songs 2.2 -Mikhail Nevsky-
- Marginal Prince Songs 3
- Marginal Prince Drama CD 由多抵達學院篇

### 小說
- （作者：森本繭斗）

### 漫畫
- （原作：森本繭斗，作畫：柏屋）

## 連結
- 官方網站
- 廣播官方網站
- TV動畫官方網站